# Live at the Royal Albert Hall (Erasure)
Live at the Royal Albert Hall è un album dal vivo del gruppo musicale britannico Erasure, pubblicato nel 2007.

## Tracce
Tutte le tracce sono state scritte da Vince Clarke e Andy Bell.

### Disco 1
1. Sunday Girl
2. Blue Savannah
3. Drama!
4. I Could Fall in Love with You
5. Fly Away
6. Breathe
7. Storm in a Teacup
8. Chains of Love
9. Breath of Life
10. Love to Hate You
11. Sucker for Love
12. Jacques Cousteau

### Disco 2
1. Victim of Love
2. When a Lover Leaves You
3. Ship of Fools
4. Chorus
5. Sometimes
6. A Little Respect
7. Oh L'Amour
8. Glass Angel
9. Stop!